# Marie-Benoît-Louis Gouly
Marie-Benoît-Louis Gouly (* 7. November 1753 in Saint-Martin-du-Mont (Ain); † 9. Januar 1823 in Versailles) war ein französischer Staatsmann. Er begrüßte die Prinzipien der Französischen Revolution und wurde 1793 Mitglied der Bergpartei. Als gemäßigter Jakobiner brach er 1794 mit seiner Partei und trat nach dem Sturz Robespierres gegen deren führende Mitglieder auf. Im Nationalkonvent beschäftigte er sich insbesondere mit den Anliegen der französischen Kolonien und des Seewesens. Ab 1797 zog er sich völlig ins Privatleben zurück.

## Leben
Marie-Benoît-Louis Gouly war der Sohn eines Kupferschmieds und verließ früh sein Vaterland, um in der Fremde sein Glück zu suchen. Er siedelte sich um 1780 in der französischen Kolonie Île de France (Mauritius) an und war dort als Arzt tätig, wodurch er eine behagliche Existenz gewann.
Beim Ausbruch der Französischen Revolution (1789) bekannte er sich aus Überzeugung eifrig zu deren Grundsätzen, weshalb die Bewohner der Insel ihn 1791 zum Sekretär der Kolonialversammlung und am 15. Februar 1793 zum Deputierten des Nationalkonvents für die Île de France wählten. Da aber das Schiff, auf dem er die Überfahrt nach Frankreich antrat, von einem englischen Kreuzer aufgebracht und er seiner Habe beraubt und fünf  Monate gefangen gehalten wurde, konnte er erst am 5. Oktober 1793 vor dem Konvent erscheinen. Er informierte diese Versammlung über die republikanische Gesinnung der Bewohner der Kolonie und dass sie einige Geschenke schickten, die in Bargeld, Indigo sowie insgesamt 13 Pfund schweren goldenen und silbernen Gerätschaften bestanden. Die letztgenannten Objekte übergab er dem Konvent und erklärte, dass der Rest von den Engländern beschlagnahmt worden und er selbst mittellos sei. Ferner übermittelte er das Anerbieten der Nationalgarde der Insel, einen Soldaten auszurüsten und während der Dauer des Krieges zu unterhalten.
Nachdem ihm der Konvent auf Vorschlag von Merlin de Douai die Vergütung des erlittenen Schadens dekretiert hatte, nahm Gouly seinen Sitz bei der Bergpartei und ergriff häufig in Angelegenheiten, die sich auf die Kolonien bezogen, das Wort. Am 13. Dezember 1793 wurde Gouly vom Konvent als Kommissar in die vom Aufstand erfassten Départements Ain und Saône-et-Loire geschickt. Er bemühte sich, den grausamen Maßnahmen seines Vorgängers Claude Javogues ein Ende zu bereiten und ordnete etwa die Aufhebung von dessen Dekret zur Zerstörung von Kirchen an. Indessen arrangierte er sich auch manchmal mit dem System der damaligen Terrorherrschaft. Vor allem erließ er in Belley eine Verfügung, Jean Anthelme Brillat-Savarin als Föderalisten vor das Revolutionstribunal zu stellen, doch gelang dem Angeklagten zuvor die Flucht. Immerhin rettete Gouly mehrere Personen vor der Guillotine. Sein relativ gemäßigtes Vorgehen veranlasste seine baldige Abberufung durch den Wohlfahrtsausschuss. Sein Nachfolger wurde Antoine-Louis Albitte.
Gouly kehrte etwa zur gleichen Zeit und aus ähnlichen Gründen wie sein Landsmann Gauthier nach Paris zurück. Gemeinsam gingen sie zum Jakobinerclub und behaupteten, dass sie zu Unrecht eines zu gemäßigten Verhaltens bezichtigt worden seien. Mit dieser Rechtfertigung hatte Gouly Erfolg und war auch nicht beunruhigt, als Albitte ihn beschuldigte, dass er mit den vor der Revolution geflüchteten Adligen in Verbindung getreten sei. Im Juli 1794 wurde er zum Sekretär des Jakobinerclubs ernannt, scheint aber schon um diese Zeit mit seiner Partei gebrochen zu haben.
Nach dem Sturz Robespierres (27. Juli 1794) trat Gouly entschieden gegen diesen und daraufhin auch gegen weitere Mitglieder der früher tonangebenden Komitees wie Robert Lindet, Jean-Marie Collot d’Herbois, Claude Javogues u. a. auf. Während des Prairialaufstands unterstützte er in der Sitzung vom 21. Mai 1795 die Anträge, die Mitglieder des Insurrektionskomitees, das sich im Rathaus unter dem Namen Nationalkonvent des Souveräns gebildet hatte, zu ächten und mit Waffengewalt zu vertreiben, sowie die Abgeordneten, die sich am vorigen Tag am Aufstand beteiligt hatten (Pierre Bourbotte, Ruhl, Jean-Marie-Claude-Alexandre Goujon, Charles-Gilbert Romme u. a.), zu verhaften und vor ein Militärgericht zu stellen, durch das sie dann zum Tod verurteilt wurden.
Unterdessen hatte Gouly den bereits wiederholt eingebrachten Antrag, Repräsentanten nach den Kolonien zu schicken, als eine unumgängliche Notwendigkeit unterstützt. Nach einigen vergeblichen Versuchen bewirkte er schließlich in der Sitzung vom 14. Februar 1795 die Annahme dieses Antrags. Am folgenden 19. Februar verfocht er nachdrücklich die Sache der Bewohner der Insel Réunion, die den Gouverneur Duplessis und den Zivilkommissar Tirol als Aristokraten denunziert und aus eigenem Antrieb den Engländern entschlossenen Widerstand entgegengesetzt hatten. Hierfür wurde ihnen die Anerkennung des Konvents zuteil. In einer der nächsten Sitzungen verlangte Gouly die Errichtung von Ackerbauschulen und die Einführung nötiger Verbesserungen in den bedeutendsten Industriezweigen auf Saint Domingo und der Île de France. Ebenso begünstigte er die Hebung des Seewesens und der Küstenverteidigung Frankreichs, indem er etwa Anträge zur Förderung der Matrosen, zur besseren Organisation der Marineartillerie und zur Befestigung der Häfen von Cherbourg und Granville stellte.
Nach der Aufhebung des Konvents wurde Gouly in den Rat der Alten gewählt und beschäftigte sich fast nur noch mit den die Kolonien und das Seewesen betreffenden Angelegenheiten. Er zog sich nach seinem Ausscheiden aus dem Rat der Alten (Mai 1797) gänzlich vom öffentlichen Leben zurück. Seitdem wohnte er zurückgezogen in einem Dorf bei Versailles, wo er am 9. Januar 1823 im Alter von 69 Jahren starb.
Der Rechenschaftsbericht über seine Tätigkeit als Kommissar in den aufständischen Départements (Compte rendu de ses opérations dans les départements de l’Ain et de Saône-et-Loire, Paris 1795) liefert, obwohl der Konvent ihn missfällig aufnahm und den Druck auf Staatskosten verweigerte, wertvolle Beiträge zur Geschichte der Terrorherrschaft. Eine Schrift über die Kolonien, die er im Namen des Konvents herausgab, wurde von diesem missbilligt und als seinen Ansichten widersprechend nicht anerkannt.